# Jóga v denním životě
Jóga v denním životě je české nové náboženské hnutí, navazující na učení svámího Mahéšvaránandy.

## Historie
Višvaguru Mahéšvaránanda přicestoval roku 1972 do Vídně, kde začal vyučovat jógu, v níž vypracoval systém zvaný Jóga v denním životě, který kombinuje soustavnou hathajógickou práci na sobě s bhatijógickou láskou a oddaností božství, zosobněnému v duchovním učiteli. Z Vídně začal od března 1973 dojíždět do Československa. Zde založil několik skupin meditace a cvičení. Jógová centra se v době před listopadem 1989 zakládala pod tělovýchovnými organizacemi. Pozvání zajišťovalo vždy některé z jógových center. 

Roku 1993 byla založena Nadace živoucí světlo Maháprabhudíp satsang, jež má na starosti aktivity Jógy v denním životě a spravuje ášram ve Střílkách. V roce 1995 vznikl Český svaz Jóga v denním životě, který sdružuje, zastřešuje a koordinuje činnost jednotlivých sdružení a také učitelů jógy systému Jóga v denním životě v ČR. Součástí Českého svazu Jóga v denním životě bylo (nelze vyhledat aktuální zdroje) i Sdružení lékařů a rehabilitačních pracovníků, zabývající se využitím jógy v prevenci a léčbě.

## Kritika
Web Reformace.cz přinesl kritiku uvádějící způsoby "náborové kampaně" hnutí.

## Způsob registrace
Jóga v denním životě působí od roku 2014 jako zapsaný spolek.